# Lecani Arios
Lecani Arios (en grec antic: Λεκάνιος Ἄρειος Lekánios Áreios; en llatí: Lecanius Areius o Arius) era un metge grec del qual Andròmac n'esmenta les fórmules mèdiques i que per tant devia viure al segle i, o potser a final del segle i aC.
Sembla el mateix personatge que Galè esmenta diverses vegades amb el nom d'Arios Asclepiadeu (Ἄρειος Ἀσκληπιάδειος, 'Arios, seguidor d'Asclepíades', que podria fer referència a Asclepíades Bitini), que sovint ha estat malinterpretat com a nom d'un personatge diferent anomenat Arios Asclepíades. Diu que era nascut a Tars. Podria també ser l'Arios que, segons Sorà d'Efes, va escriure una biografia d'Hipòcrates, i a qui Dioscòrides dedica la seva obra Materia Medica. No se sap si totes aquestes indicacions corresponen a la mateixa persona, però cronològicament és possible.